# Челебић (презиме)
Челебић је српско-хрватско презиме, настало од турског çelebi, што отприлике значи „господин“. Значајни људи са овим презименом су:
- Гојко Челебић (1958), књижевник и дипломата
- Никола Челебић (1989), фудбалер
- Љубомир Челебић (1991), тенисер
- Сеад Челебић (1956), бивши фудбалер